# Halové mistrovství Evropy v atletice 1989
20. Halové mistrovství Evropy v atletice se uskutečnilo v nizozemském Haagu ve dnech 18. února – 19. února 1989 v hale Houtrust.

## Medailisté

### Muži
| Soutěž        | Zlato                      | Stříbro                | Bronz                           |
| ------------- | -------------------------- | ---------------------- | ------------------------------- |
| 60 m          | Andreas Berger 6,56        | Matthias Schlicht 6,58 | Michael Rosswess 6,59           |
| 200 m         | Ade Mafe 20,92             | John Regis 21,00       | Bruno Marie-Rose 21,14          |
| 400 m         | Cayetano Cornet 46,21      | Brian Whittle 46,49    | Klaus Just 46,80                |
| 800 m         | Steve Heard 1:48,84        | Rob Druppers 1:48,96   | Joachim Heydgen 1:49,75         |
| 1500 m        | Hervé Phélippeau 3:47,42   | Han Kulker 3:47,57     | Sergej Afanasjev 3:47,63        |
| 3000 m        | Dieter Baumann 7:50,43     | Abel Antón 7:51,88     | Jacky Carlier 7:52,23           |
| 60 m př.      | Colin Jackson 7,59         | Holger Pohland 7,65    | Philippe Tourret 7,67           |
| Chůze na 5 km | Michail Ščennikov 18:35,60 | Roman Mrázek 18:40,11  | Giovanni De Benedictis 18:43,45 |
| Skok do výšky | Dietmar Mögenburg 2,33 m   | Dalton Grant 2,33 m    | Alexej Jemelin 2,30 m           |
| Skok o tyči   | Grigorij Jegorov 5,75 m    | Igor Potapovič 5,75 m  | Mirosław Chmara 5,70 m          |
| Skok daleký   | Emiel Mellaard 8,14 m      | Antonio Corgos 8,12 m  | Frans Maas 8,11 m               |
| Trojskok      | Nikolaj Musijenko 17,29 m  | Volker Mai 17,03 m     | Milan Mikuláš 16,84 m           |
| Vrh koulí     | Ulf Timmermann 21,68 m     | Karsten Stolz 20,22 m  | Georg Andersen 20,22 m          |

### Ženy
| Soutěž        | Zlato                      | Stříbro                      | Bronz                        |
| ------------- | -------------------------- | ---------------------------- | ---------------------------- |
| 60 m          | Nelli Coomanová 7,15       | Laurence Bilyová 7,19        | Sisko Hanhijokiová 7,23      |
| 200 m         | Marie-José Pérecová 23,21  | Regula Aebiová 23,38         | Sabine Trögerová 23,70       |
| 400 m         | Sally Gunnellová 52,04     | Marina Šmoninová 52,36       | Anita Prottiová 52,57        |
| 800 m         | Doina Melinteová 1:59,89   | Ellen Kiesslingová 2:01,24   | Taťána Grebenčuková 2:01,63  |
| 1500 m        | Paula Ivanová 4:07,16      | Marina Jachmenjovová 4:07,77 | Světlana Kitovová 4:08,36    |
| 3000 m        | Elly van Hulstová 9:10,01  | Nicky Morrisová 9:12,37      | Maricica Puicăová 9:15,49    |
| 60 m př.      | Jordanka Donkovová 7,87    | Ludmila Narožilenková 7,94   | Gabi Rothová 7,96            |
| Chůze na 3 km | Beate Andersová 12:21,91   | Ileana Salvadorová 12:32,40  | María Sobrinová 12:39,50     |
| Skok do výšky | Galina Astafeiová 1,96 m   | Hanne Hauglandová 1,96 m     | Maryse Ewanje-Epéeová 1,91 m |
| Skok daleký   | Galina Čisťakovová 6,98 m  | Jolanda Čenová 6,86 m        | Ringa Junnilaová 6,62 m      |
| Vrh koulí     | Stephanie Storpová 20,30 m | Heike Hartwigová 20,03 m     | Iris Plotzitzka 19,79 m      |

## Medailové pořadí
| Umístění | Stát           | Zlato | Stříbro | Bronz | Celkem |
| -------- | -------------- | ----- | ------- | ----- | ------ |
| 1.       | Sovětský svaz  | 4     | 5       | 4     | 13     |
| 2.       | Velká Británie | 4     | 4       | 1     | 9      |
| 3.       | NSR            | 3     | 2       | 4     | 9      |
| 4.       | Nizozemsko     | 3     | 2       | 1     | 6      |
| 5.       | Rumunsko       | 3     | 0       | 1     | 4      |
| 6.       | NDR            | 2     | 4       | 0     | 6      |
| 7.       | Francie        | 2     | 1       | 4     | 7      |
| 8.       | Španělsko      | 1     | 2       | 1     | 4      |
| 9.       | Rakousko       | 1     | 0       | 1     | 2      |
| 10.      | Bulharsko      | 1     | 0       | 0     | 1      |
| 11.      | Československo | 0     | 1       | 1     | 2      |
| 11.      | Itálie         | 0     | 1       | 1     | 2      |
| 11.      | Norsko         | 0     | 1       | 1     | 2      |
| 11.      | Švýcarsko      | 0     | 1       | 1     | 2      |
| 15.      | Finsko         | 0     | 0       | 2     | 2      |
| 16.      | Polsko         | 0     | 0       | 1     | 1      |